# Ammiraglio Saint-Bon (sous-marin)
Le Ammiraglio Saint-Bon est un sous-marin italien de la classe Ammiragli construit au début des années 1940 pour la Marine royale italienne. 
Le nom du sous-marin est un hommage à Simone Pacoret de Saint-Bon (1828-1892), amiral et homme politique italien d'origine savoyarde, qui fut ministre de la marine italienne.

## Conception
Leur tâche était la lutte contre la marine marchande, et pour ce rôle ils avaient au moins une caractéristique vraiment intéressante, liée à l'armement. Ils disposaient en fait de torpilles de 450 mm, comme lors de la précédente guerre mondiale, mais avec un sous-marin beaucoup plus grand et plus puissant, de sorte que l'adoption de petites torpilles sur une très grande coque impliquait la présence d'une quantité énorme de torpilles: jusqu'à 38 torpilles, un record absolu à l'époque et sur les sous-marins modernes. Il y avait 8 tubes de lancement à la proue, 6 à la poupe, et afin d'optimiser les performances, les torpilles utilisées étaient d'un nouveau type, entre les 450 mm typiques et les 533 mm. Les torpilles italiennes étaient équipées, dans le cas du 450 mm, de 110 kg de charge explosive, tandis que le 533 mm avait 270 kg d'ogive. Les 450 mm du Ammiragli Cagni, en revanche, étaient équipés d'une charge de 200 kg, tout comme les torpilles aéro-largables de ce calibre.
Le choix des torpilles n'a pas été fortuit, car ces sous-marins ont été conçus pour l'attaque de marchands isolés, même dans des mers très lointaines; en effet, après la grande mission sans escale de 136 jours (environ 4 mois), le Ammiragli Cagni disposait de réserves de nourriture et de carburant pour un mois supplémentaire.
Le grand nombre de ces armes garantissait une longue portée de tir, chose rare dans le cas des sous-marins de l'époque, et le nombre de tubes pouvait garantir une forte probabilité de toucher des cibles importantes, si l'on voulait sacrifier un grand nombre de torpilles pour des cibles uniques; un autre aspect particulier était la présence d'un ferroguide qui permettait la translation des torpilles de la proue à la poupe et vice versa, avec la possibilité de les faire tourner dans la chambre de tir avant. 
Dans la pratique, tout cela n'a pas fonctionné, en partie à cause des déficiences techniques dont ont souffert tous les sous-marins italiens, et en partie à cause des exigences opérationnelles. Il s'est donc avéré que pour ravitailler l'Afrique du Nord, il était nécessaire d'utiliser des sous-marins, moins susceptibles d'être interceptés par la Royal Navy, et les grands navires de cette classe avaient suffisamment d'espace pour transporter une certaine quantité de provisions, alors que d'autres types de sous-marins étaient beaucoup trop petits. Cependant, les sous-marins océaniques de cette classe n'étaient pas idéaux pour se déplacer en Méditerranée, et trois navires de la classe employée ont donc été coulés en une quinzaine de missions.
Seul le Ammiragli Cagni, le navire de tête de la classe, a opéré comme prévu dans l'Atlantique, en coulant quelque 5 500 tonnes de navires marchands.
Malgré ses nombreuses promesses, cette classe de sous-marins n'a pas eu un effet appréciable sur les événements du temps de guerre.

## Caractéristiques
Les sous-marins de la classe Ammiragli déplaçaient 1 703 tonnes en surface et 2 185 tonnes en immersion. Les sous-marins mesuraient 87,9 mètres de long, 7,97 mètres de large et 5,86 mètres de tirant d'eau. Ils avaient une profondeur de plongée de 105 mètres (315 pieds). Leur équipage comptait 85 officiers et hommes.
Pour la navigation de surface, les sous-marins étaient propulsés par deux moteurs diesel de 2 185 chevaux-vapeur (1 630 kW), chacun entraînant un arbre d'hélice. En immersion, chaque hélice était entraînée par un moteur électrique de 900 chevaux-vapeur (650 kW). Ils pouvaient atteindre 17 nœuds (31 km/h) en surface et 8,5 nœuds (15,7 km/h) sous l'eau. En surface, la classe Ammiragli avait une autonomie de 13 500 milles nautiques (25 000 km) à 9 noeuds (17 km/h), en immersion, elle avait une autonomie de 107 milles nautiques (198 km) à 3 noeuds (5,6 km/h) .
Les sous-marins étaient armés de quatorze tubes lance-torpilles internes de 450 millimètres (8 à l'avant et 6 à l'arrière) pour lesquels ils transportaient 38 torpilles. Ils étaient également armés de deux canons de pont de 100 mm calibre 47 Modèle 1938 pour le combat en surface. Leur armement anti-aérien consistait en deux mitrailleuses doubles Breda Model 1931 de 13,2 mm.

## Construction et mise en service
Le Ammiraglio Saint-Bon est construit par le chantier naval Cantieri Riuniti dell'Adriatico (CRDA) de Monfalcone en Italie, et mis sur cale le 16 septembre 1939. Il est lancé le 6 juin 1940 et est achevé et mis en service le 12 juin 1941. Il est commissionné le même jour dans la Regia Marina.

## Histoire du service
La livraison à la Marine devait avoir lieu le 1er mars 1941, mais le sous-marin a dû subir quelques travaux d'adaptation (principalement le remplacement de la tourelle par une plus petite, construite en prenant comme modèle celles du U-Boote allemand), n'entrant en service qu'en juin. Jusqu'en octobre, le Saint-Bon s'occupait de la formation des équipages.
En raison de sa grande taille, le Saint-Bon a été utilisé pour transporter des fournitures, notamment des bidons d'essence.
Le 10 octobre 1941 (sous le commandement du capitaine de corvette Gustavo Miniero), le Saint-Bon quitte Tarente pour sa première mission: transporter 153 tonnes de carburant à Bardia,. Deux jours plus tard, il est attaqué par un avion à environ 100 milles nautiques (180 km) de Bardia, mais il réagit avec ses mitrailleuses l'endommageant et le forçant à battre en retraite. Après avoir déchargé les matériaux (dans la nuit du 13), il repart pour Tarente et le 14 octobre. Pendant le voyage de retour, il est attaqué avec des bombes par un second avion à environ 75 milles nautiques (140 km)au nord-ouest de la Crète, en sortant à nouveau indemne et en arrivant au port le lendemain,.
Le 16 novembre, le Saint-Bon effectue sa deuxième mission, toujours à Bardia, et revient le 22, tandis qu'une troisième mission, cette fois à Derna, commence le 27 du même mois et se termine le 2 décembre; une quatrième mission, à Benghazi, s'est terminée le 21 décembre.
Le 4 janvier 1942, le sous-marin navigue de Tarente à Tripoli, transportant 155 tonnes de carburant et de munitions. A 5h42 du lendemain, alors qu'il passe en surface au large de Punta Milazzo, il est repéré par le sous-marin britannique HMS Upholder (P37), qui lui lance une salve de torpilles: l'une d'entre elles touche le Saint-Bon, qui explose,,, au nord-est de Milazzo, (Sicile) à la position de 38° 22′ N, 15° 22′ E.
Le commandant Miniero, 7 autres officiers et 49 sous-officiers et marins ont coulé avec le sous-marin, alors que seuls trois hommes (le lieutenant Luigi Como, le sergent torpilleur Valentino Ceccon et le chef torpilleur Ernesto Fiore) ont survécu, étant sauvés (et faits prisonniers) par le Upholder,.
Au total, le Saint-Bon a effectué 5 missions de transport (transportant un total de 695,5 tonnes de carburant et de lubrifiants et 16,7 tonnes de munitions) et 5 missions de transfert, couvrant un total de 6 927 milles nautiques (12 828 km) en surface et 354 milles nautiques (655 km) sous l'eau.